# Marek Mataczyński
Marek Mataczyński – polski basista jazzowy, big beatowy i rockowy.

## Kariera muzyczna
Wywodzi się ze szczecińskiego środowiska muzycznego. Karierę rozpoczynał od grania muzyki jazzowej w zespole Coma 5. We wrześniu 1969 roku rozpoczął kilkuletnią owocną współpracę z popularną warszawską Grupą ABC Andrzeja Nebeskiego, z którą nieustannie koncertował, a także nagrywał dla Polskiego Radia, Telewizji Polskiej i na potrzeby wytwórni płytowych: Pronit, Polskie Nagrania „Muza”, Amiga, Supraphon, a także w niemieckich rozgłośniach radiowych. W czasie jego bytności w zespole, w różnych okresach działalności, śpiewała tam czwórka wokalistów, a byli to: Halina Frąckowiak, Wojciech Gąssowski, Jerzy Kozłowski, a od lutego 1972 roku Grzegorz Szczepaniak. Był także świadkiem roszad personalnych w Grupie ABC, które doprowadziły do zmiany brzmienia zespołu z big beatowo-soulowo-popowego na bardziej rockowe, a często wręcz progresywne, choć nie do końca pozbawione popowej melodyki. Miało to miejsce wiosną 1971 roku w momencie, gdy nastąpił rozłam w składzie formacji, w wyniku którego odeszli: wokalista Wojciech Gąssowski, saksofonista Aleksander Michalski oraz klawiszowiec Andrzej Mikołajczak i którzy wkrótce założyli zespół Test. W tym okresie odeszli także: wokalista Jerzy Kozłowski i saksofonista Zbigniew Karwacki. Nowym pianistą i klawiszowcem grupy został Marian Zimiński (eks-Hard Road), zaś gitarzystą przez krótki okres Tomasz Myśków (eks-zespół Maryli Rodowicz), którego miejsce po pewnym czasie zajął na stałe Mirosław Męczyński (eks-Bizony). Z końcem lutego 1972 roku Grupa ABC razem ze swoim nowym wokalistą Grzegorzem Szczepaniakiem dokonała kolejnych nagrań radiowych. W marcu 1972 roku lider zespołu, perkusista Andrzej Nebeski, postanowił go rozwiązać, aby wrócić do Niebiesko-Czarnych i wziąć udział w części sesji nagraniowych zespołu z myślą o nagraniu ich albumu Naga. W kwietniu na krajowe listy przebojów weszła piosenka Asfaltowe łąki w wykonaniu nieistniejącej w tym momencie Grupy ABC.

W związku z zaistniałą sytuacją basista powrócił do Szczecina i wszedł w skład formacji Quidam Jazz Quartet, która działała przy klubie studenckim „Kontrasty”. W skład zespołu wchodzili także: Janusz Weiss (fortepian), Krzysztof Medyna (saksofon tenorowy i sopranowy) i Ryszard Wilk (perkusja). Formacja występowała podczas „Wtorków jazzowych” i brała udział w koncertach odbywających się w Jazz Clubie Kontrasty, a także w imprezach artystycznych organizowanych przez ZPAP i SARP. Quidam Jazz Quartet współpracował także z Państwowymi Teatrami Dramatycznymi w Szczecinie. W 1972 roku Quidam Jazz Quartet został laureatem szczecińskiej Wiosny Orkiestr, organizowanej cyklicznie przez rozgłośnię Polskiego Radia, redakcję „Kuriera Szczecińskiego” oraz Wojewódzkie Przedsiębiorstwo Gastronomiczne. W 1973 roku zespół wystąpił na X Studenckim Festiwalu Jazzowym „Jazz nad Odrą”, zdobywając jedno z wyróżnień i tym samym plasując się m.in. obok krakowskiej grupy Laboratorium. Recenzent miesięcznika „Jazz” (nr 5/1973) zwrócił uwagę na muzykę o coltrane'owskim rodowodzie w wykonaniu szczecińskiej formacji...

Od wielu lat muzyk jest członkiem Zachodniopomorskiego Stowarzyszenia Jazzowego w Szczecinie.

## Wybrana dyskografia

### Z Grupą ABC Andrzeja Nebeskiego[1][6]
- 1970 (marzec): Grupa ABC Andrzeja Nebeskiego (Side A: Write a Letter / Side B: I`ll Take You With Me) (Polskie Nagrania „Muza” – SP-291)
- 1970 (marzec): Grupa ABC Andrzeja Nebeskiego (Side A: Za mną nie oglądaj się / Side B: Droga do gwiazd) (Polskie Nagrania „Muza” – SP-327)
- 1970 (marzec): Grupa ABC Andrzeja Nebeskiego (Side A: Zabiorę Cię ze sobą / Side B: Ktoś) (Polskie Nagrania „Muza” – SP-328)
- 1970: Grupa ABC Andrzeja Nebeskiego (LP Pronit – XL/SXL 0627)
- 1971 (czerwiec): Grupa ABC Andrzeja Nebeskiego (Side A: Wszystkie miody tego lata / Side B: Kiedy wojsko śpiewa) (Polskie Nagrania „Muza” – SP-370).
- 1971: Hallo nr. 2 (longplay dzielony z NRD- owską grupą Bayon) (LP Amiga – 8 55 332)
- 1987: Grupa ABC Andrzeja Nebeskiego (reedycja z serii Z archiwum polskiego beatu) (LP Polskie Nagrania „Muza” – SX 2527)
- 1993: Grupa ABC Andrzeja Nebeskiego (CD Digiton – DIG 142)
- 2000: Grupa ABC Andrzeja Nebeskiego plus Napisz proszę (CD Yesterday – 8309885202)
- 2003: Grupa ABC Andrzeja Nebeskiego (Universal Music PL / Polskie Radio – 980 983-9) (reedycja z serii Niepokonani)
- 2009: Grupa ABC Andrzeja Nebeskiego (CD Polskie Nagrania „Muza” – PNCD 1269)
- 2015: Moje ABC (CD Kameleon Records – KAMCD 35)
- 2015: Razem z nami (CD Kameleon Records – KAMCD 36)
- 2015: Idę dalej (CD Kameleon Records – KAMCD 37)
- 2015: Zabiorę cię za sobą (LP Kameleon Records – KAMLP 11)
- 2015: Asfaltowe łąki (LP Kameleon Records – KAMLP 12)
- 2019: Wring That Neck. The Complete German Radio Recordings 1971 (KAMCD 38)[7]